# Edwin Ray Guthrie
Edwin Ray Guthrie (* 9. Januar 1886 in Lincoln, Nebraska; † 23. April 1959 in Seattle, Washington) war als Psychologe und Professor ein Behaviorist, der zuletzt an der University of Washington in Seattle lehrte und hier 1956 auch emeritiert wurde.

## Leben
Er war der Sohn der Lehrerin Harriet Pickett Guthrie und des Geschäftsführers Edwin Ray, der in einem Klavier- und Fahrradgeschäft arbeitete, und eines von fünf Geschwistern. Er studierte zunächst Mathematik und später Philosophie und Psychologie und erhielt einen Bachelor- und Master-Abschluss an der University of Nebraska. Danach unterrichtete er fünf Jahre lang Highschool-Mathematik in Lincoln und Philadelphia. 1912 promovierte er in symbolischer Logik an der University of Pennsylvania. Im Jahr 1914 wechselte er an die Universität of Washington, wo er bis 1956 verblieb.
Während des Zweiten Weltkriegs war er Leutnant in der US-Armee und diente als Berater für die Überseeabteilung des Generalstabs des Kriegsministeriums und des Office of War Information. 1943 wurde er zum Dekan der Graduiertenschule der University of Washington ernannt.

## Werk
Guthrie vertrat die philosophische Auffassung, dass die einfache zeitliche Verknüpfung eines äußeren Reizes mit einer Verhaltensreaktion ausreicht, damit ein Tier oder ein Mensch die beiden geistig miteinander verbindet. In Zusammenarbeit mit Stevenson Smith erarbeitete er in den 1920er Jahren die Kontiguitätstheorie des Lernens und die Idee des One-Trial Learning. Das Gesetz der Kontiguität besagt, dass eine enge zeitliche Beziehung zwischen einem Reiz und einer Reaktion die einzige notwendige Bedingung dafür ist, dass eine Assoziation zwischen beiden hergestellt werden kann. Diese Assoziation findet jedoch nur statt, wenn Reize und Reaktionen früh genug nacheinander auftreten. Die Assoziation wird beim ersten Auftreten des Reizes hergestellt. Wiederholungen oder Verstärkungen in Form von Belohnung oder Bestrafung haben keinen Einfluss auf die Stärke dieser Verbindung. Das Vergessen erfolgt nicht aufgrund des Zeitablaufs, sondern aufgrund von Interferenzen. Mit der Zeit können Reize mit neuen Reaktionen assoziiert werden. Drei verschiedene Methoden können dabei helfen, eine unerwünschte alte Gewohnheit zu vergessen und sie zu ersetzen: (1) Ermüdungsmethode: Durch zahlreiche Wiederholungen wird ein Tier so ermüdet, dass es nicht mehr in der Lage ist, die alte Reaktion zu reproduzieren, und eine neue Reaktion einführt (oder einfach nicht mehr reagiert). (2) Schwellenwertmethode: Zunächst wird eine sehr milde Version des Reizes unterhalb des Schwellenwerts eingeführt. Die Intensität wird dann langsam gesteigert, bis der volle Reiz toleriert werden kann, ohne die unerwünschte Reaktion auszulösen. (3) Methode der inkompatiblen Reize: Die Reaktion wird „verlernt“, indem das Tier in eine Situation gebracht wird, in der es die unerwünschte Reaktion nicht zeigen kann.
Diese Ansicht stand im Gegensatz zu der anderer Psychologen, die der Meinung waren, dass eine Form der Verstärkung, entweder positiv oder negativ, notwendig sei, um die Verbindung zwischen Reiz und Reaktion herzustellen. Guthrie bestritt auch die Behauptung der Verstärkungstheoretiker, dass die Assoziation mehrmals wiederholt werden muss, bevor sie sich als Verhaltensmuster etabliert; vielmehr reiche ein einziges Ereignis aus, um die Assoziation zu lernen. Guthrie sammelte zur Untermauerung seiner Theorie experimentelle Daten. Er sah im konditionierten Reflex die Grundlage zum Verständnis des Lernens. Sein Lernprinzip lautete: „Eine Kombination von Reizen, die mit einer Bewegung einhergeht, pflegt beim erneuten Auftreten diese Bewegung nach sich zu ziehen.“
Als Behaviorist schloss er die Selbstbeobachtung als wissenschaftliche Untersuchungsmethode aus und bevorzugte stattdessen Experimente. In seiner Theorie vermeidet Guthrie die Erwähnung von Trieben, aufeinanderfolgende Wiederholungen, Belohnungen oder Bestrafungen. Der Unterschied beim Lernen ergibt sich nicht daraus, dass es verschiedene Arten des Lernens gibt, sondern vielmehr aus verschiedenen Arten von Situationen.

## Ehrungen/Positionen
- 1945: Präsident der American Psychological Association
- 1945: L.L.D. verliehen von der University of Nebraska
- 1945: Mitglied der American Academy of Arts and Sciences[1]
- 1959: Goldmedaille der American Psychological Association für seine Beiträge zur Entwicklung der Psychologie als Wissenschaft

## Privates
Er heiratete im Juni 1920 Helen Macdonald Guthrie (* 19. August 1891 in Seattle; † 17. April 1979 ebenda). Auf einer Reise nach Frankreich lernten sie Pierre Janet kennen und zusammen mit seiner Frau übersetzte er dessen Buch Principles of psychotherapy, by Dr. Pierre Janet (The Macmillan Company, New York 1924) ins Englische. Er hatte den Sohn Peter Macdonald Prenzel-Guthrie (* 1926; † 2013). Dieser erwarb 1950 seinen B.Sc. in Psychologie an der University of Washington. Seinen M.A. und auch den Ph.D. erwarb er an der Brown University in Experimentalpsychologie. Von 1955 bis 1960 war er als Assistenzprofessor für Psychologie am College of William & Mary in Virginia tätig. Im Jahr 1960 wurde er als außerordentlicher Professor für Psychologie am Carleton College eingestellt, 1965 zum Professor befördert und blieb hier, mit Ausnahme von Sommerdozenturen an der University of Washington in den Jahren 1958 und 1970 sowie an der University of Minnesota im Jahr 1964. 1991 ging er in den Ruhestand.

## Publikationen (Auswahl)
Monografien
- The state university: its function and its future. University of Washington, Seattle 1959.
- Mit Francis F. Powers: Educational psychology- Ronald Press Co., New York 1950.
- Mit G. P. Horto: Cats in a Puzzle Box. Rinehart, New York 1946.
- The Psychology of Human Conflict: the clash of motives within the individual. Harper, New York 1938.
- The psychology of learning. Harper & Brothers New York 1935.
- Mit Stevenson Smith: General psychology in terms of behavior. D. Appleton and company, New York 1923.
- The paradoxes of Mr. Russell: with a brief account of their history. Press of the New era printing company, Lancaster, Pa. 1915.

Zeitschriftenartikel/Buchbeiträge
- Association by contiguity. In: Sigmund Koch (Hrsg.): Psychology: A study of a science (Vol. 2, S. 158–195). McGraw-Hill, New York 1959.
- The effect of outcome on learning. In: Psychological Review, 1939, 46 (5), S. 480–484.
- Association as a function of time interval. In: Psychological Review, 1933, 40 (4), S. 355–367.
- Conditioning as a principle of learning. In: Psychological Review, 1930, 37, S. 412–428.